# Бедлендс (национален парк)
Национален парк Бедлендс (на английски: Badlands National Park) е национален парк, който се намира в югозападната част на Южна Дакота, САЩ. Разположен е на площ от 244 000 акра или 982 km2. Състои се от оформени от ерозията зъбери, шпилове, плата и други причудливи земни форми, както и от тревни прерии. Тук може да се види и чернокракия пор, най-застрашеното от изчезване земно животно в Северна Америка. Най-високата точка на парка е на 3340 фита или 1020 m. Става национален монумент през 1939 година и национален парк през 1978 година.
В продължение на 11 000 години тези земи са населявани от индианци, най-напред от племето лакота, а след това арикара. Техни потомци и днес населяват тази част на САЩ. Днес все още могат да се отркрият следи от техните огньове или върхове на стрели, с които са ловували за бизони и зайци. Преди около 150 години сиуксите изместват другите племена от северната прерия. Към края на XIX век американското правителство иззема териториите им и ги принуждава да живеят в резервати.